# Абдыкалыков, Сабит Абдимуталиевич
Сабит Абдимуталиевич Абдыкалыков (род. 1 августа 1973; село Рабат, Казыгуртский район, Южно-Казахстанская область, Казахская ССР, СССР) — казахский актёр кино и театра. Заслуженный деятель Республики Казахстан (2017).
Директор Казахского национального театра драмы имени Мухтара Ауэзова (с 27 декабря 2018 года по 19 февраля 2020 года).

## Биография
Сабит Абдыкалыков родился 1 августа 1973 года в селе Рабат, Казыгуртского района Южно-Казахстанской области.
С 1992 по 1996 годы Окончил Казахская национальная академия искусств имени Т. К. Жургенова (КазНАИ)  по специальности «Актёр театра и кино».
В 2009 году в целях повышения квалификации получал дополнительное образование в «New York Film Academy».
В 2015 году получил степень «магистра искусствоведческих наук» в Казахской национальной академии искусств имени Т. Жургенова.

## Трудовая деятельность
С 1996 по 1999 годы — актёр юмористический театр «Бауыржан Шоу»
С 1999 по 2003 годы — актёр юмористический театр «Тамаша»
С 2003 года по настоящее время — актёр юмористический театр «Мафия мен Тақия» 
С 2006 по 2007 годы — руководитель эстрадного театра «Казыгурт» филиала АО «Қазақ әуендері»
С 2008 по 2012 годы — Руководитель Центра творчества Казахской Национальной академии искусств им. Жургенова
С 2008 по 2011 годы — Старший преподаватель Казахской Национальной академии искусств им. Жургенова
С 2012 по 2013 годы — И. о. проректора по воспитательной работе и социальным вопросам Казахской Национальной академии искусств имени Жургенова
В 2013 году директор ГККП «Оңтүстік-Цирк» управления культуры ЮКО
С 2014 по 2015 годы — директор Государственного ансамбля танца «Салтанат»
С 2015 по 27 декабря 2018 года — директор Казахский государственный академический театр для детей и юношества имени Г. Мусрепова
С 27 декабря 2018 года по 19 февраля 2020 года — директор Казахский государственный академический театр драмы имени М. О. Ауэзова.

## Награды
- 2000 — Лауреат премии Союза Молодёжи Казахстана
- 2008 — Лауреат Государственной молодёжной премии «Дарын»
- 2015 — Медаль «20 лет Конституции Республики Казахстан»
- 2016 — Медаль «25 лет независимости Республики Казахстан» (29 ноября 2016 года)
- 2016 — Благодарственное письмо Главы Республики Саха (Якутия) Е.А.Барисов
- 2017 — Указом Президента РК награждён почётным званием «Қазақстанның еңбек сіңірген қайраткері».[5]
- 2018 — Юбилейная медаль «20 лет Астане» (20 июня 2018 года)[6]

## Семья
- Первая жена — Айгуль Иманбаева (род. 1977) казахская эстрадная певица, актриса кино и театра, заслуженный деятель Казахстана.
- Сын — Асылжан (род. 1998)
- Вторая жена — Алтынай Жорабаева (род. 1978) казахская эстрадная певица, заслуженный деятель Казахстана.
- Имеет четырёх дочерей.
- Третья жена — Динара Абдуллина (род. 1989) казахстанская актриса кино и театра, лауреат государственной молодёжной премии «Дарын».